# Tricholoma atrosquamosum
Tricholoma atrosquamosum (François Fulgis Chevallier, 1837 ex Pier Andrea Saccardo, 1887), sin. Tricholoma squarrulosum (Giacomo Bresadola, 1892), Tricholoma atrosquamosum var. squarrulosum Giacomo Bresadola, 1892 ex Morten Christensen & Machiel Noordeloos, 1999), din încrengătura Basidiomycota, în familia Tricholomataceae și de genul Tricholoma, este o specie de ciuperci comestibile care coabitează, fiind un simbiont micoriza, formând prin urmare micorize pe rădăcinile arborilor. O denumire populară nu este cunoscută. Buretele destul de răspândit trăiește în România, Basarabia și Bucovina de Nord, izolat sau în grupuri, în păduri de foioase și mixte, preponderent sub fagi, dar, de asemenea, pe lângă stejari, precum în cele de conifere, acolo mai des sub brazi decât sub molizi, preferând un sol calcaros, argilos sau nisipos bazic până neutru. Apare de la câmpie la munte, cu predilecție în zonele montane, din (august) septembrie până în noiembrie.

## Taxonomie

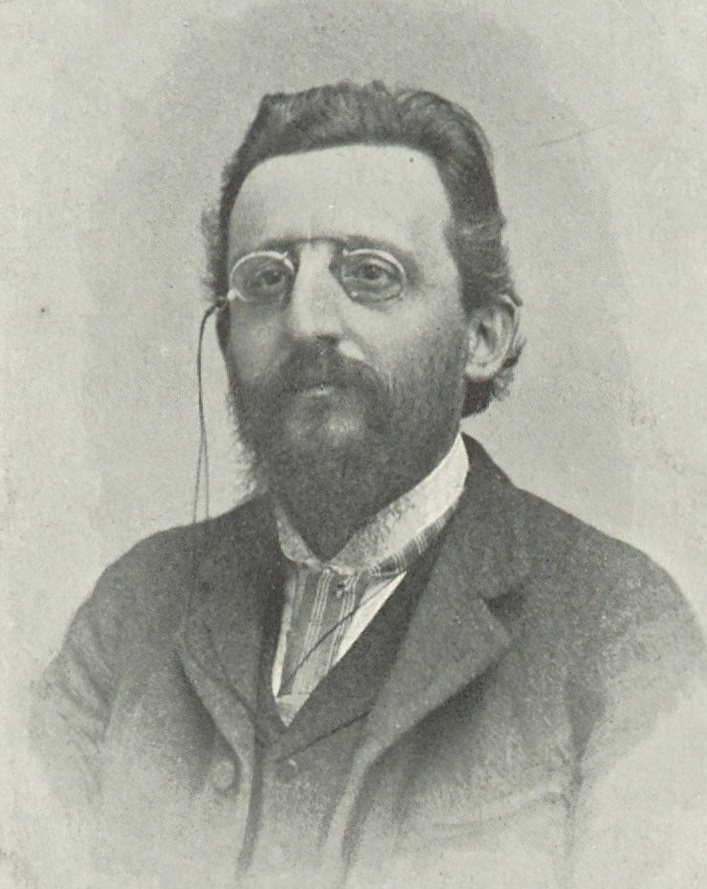
Sacc.

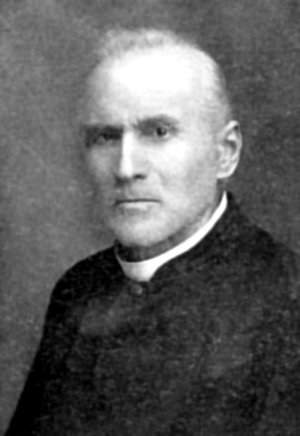
Bres.

Numele binomial a fost determinat de savantul francez (François Fulgis Chevallier (1796-1840) drept Agaricus atrosquamosus în volumul 1 al operei sale Fungorum et Byssorum illustrationes, quos plurimum noyas trecentos et ultra cum caeteris minus bene cognitis in diversis Europae regionibus collegit, ad vivum delineavit, sculpsit et coloribus naturalibus decoravit din 1837.
În 1887, micologul italian Pier Andrea Saccardo a transferat specia corect la genul Tricholoma sub păstrarea epitetului, de verificat în volumul 5 al marii sale lucrări Sylloge fungorum omnium husque cognitorum. Acest taxon este valabil până în prezent (2025).
În acest context trebuie menționat neapărat că specia Tricholoma squarrulosum, descrisă de renumitul micolog italian Giacomo Bresadola în volumul 2 al operei sale Fungi tridentini novi vel nondum delineati et iconibus illustrati (scrisă în limba latină) din 1892, este acceptată de mulți micologi drept specie independentă, datorită aspectului exterior precum al proprietăților ei microscopic diverse, fiind calificată diferit: NCBI (National Center for Biotechnology o determină specie de sine stătătoare, pe când Index Fungorum o acceptă doar sinonim al Tricholoma atrosquamosum și Mycobank o declară drept Tricholoma atrosquamosum var. squarrulosum, referindu-se la publicația micologilor Morten Christensen și Machiel Noordeloos în volumul 17 al jurnalului științific Persoonia din 1999.
Denumirile Tricholoma squarrulosum și Tricholoma atrosquamosum var. squarrulosum sunt uzate în cărți micologice, dar toți ceilalți taxoni nu sunt folosiți, fiind însă acceptați sinonim.
Numele generic este derivat din cuvintele de limba greacă veche (greacă veche τριχο=păr) și (greacă veche λῶμα=margine, tiv de ex. unei rochii), iar epitetul din cuvintele latine (latină ater=de culoare închisă, fără luciu, întunecat, negru) și (latină squamosus=solzos), datorită aspectului pălăriei.

## Descriere

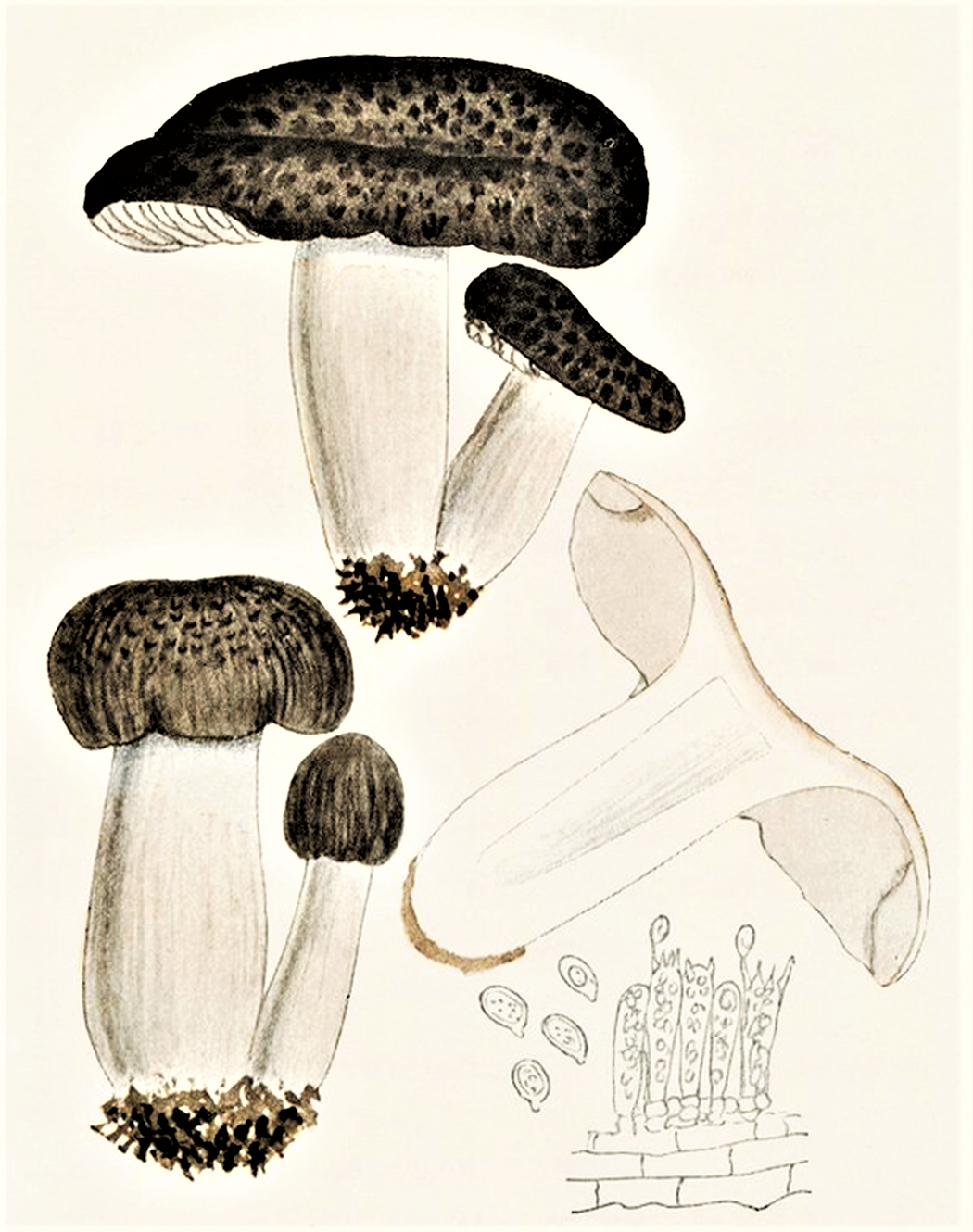
Bres.: T. atrosquamosum

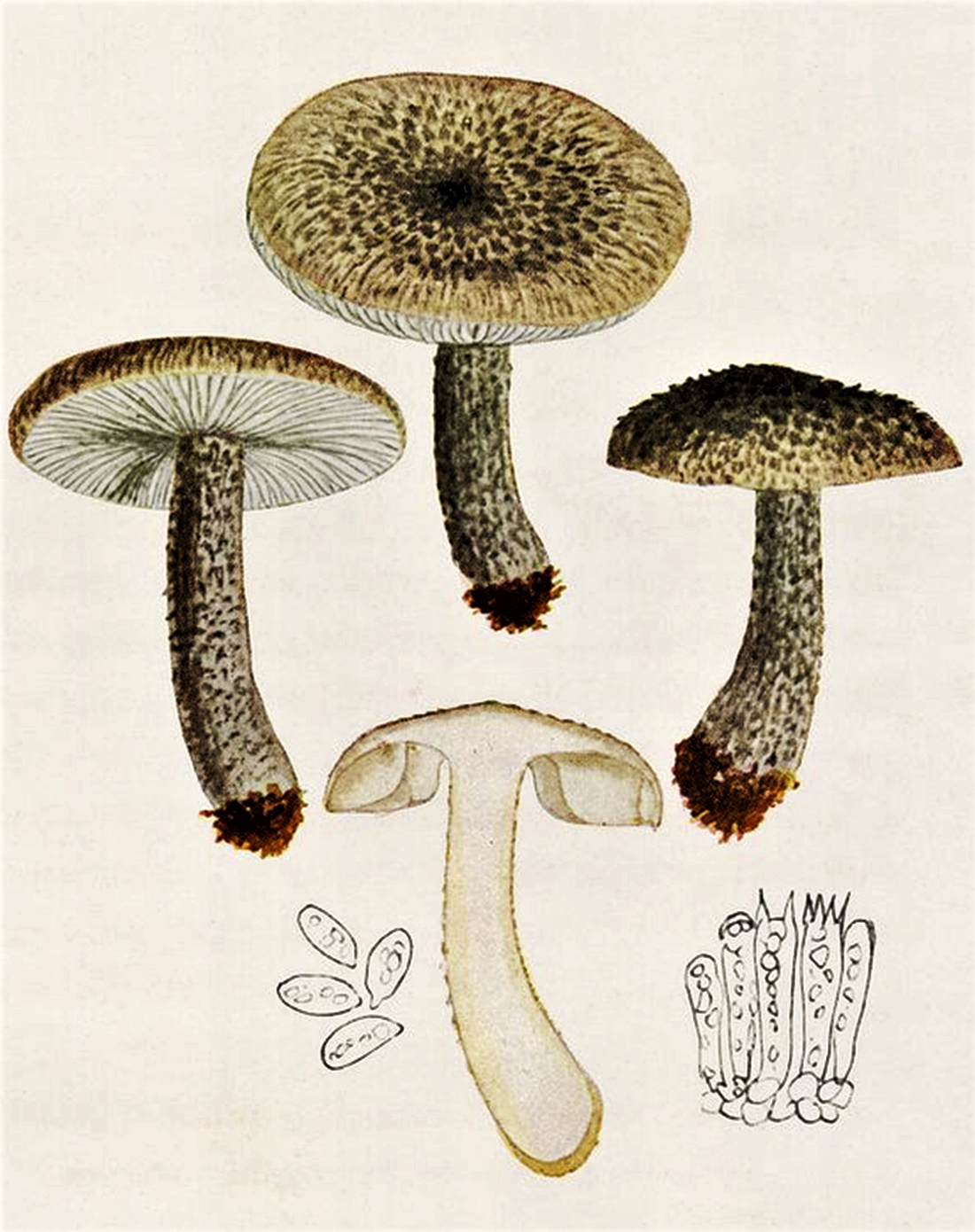
Bres.: T. squarrulosum

- Pălăria: are un diametru de 5-10 (12)cm, este fermă, tânără semisferică, cu marginea răsucită spre interior, dar curând convexă, uneori cu o cocoașă centrală turtită, în sfârșit aplatizată, neregulat îndoită sau chiar adâncită până în formă de pâlnie, cu marginea vălurită și nu rar pâslit franjurată. Cuticula, inițial catifelat-pâsloasă, dar niciodată lânoasă, se rupe cu timpul, formând solzi fibroși sau scuame mici cu reflexe mătăsoase, cenușii, gri-brune, maronii sau negricioase, fundul slab gălbui devenind vizibil, datorită întinderii corpului fructifer. Coloritul este la început aproape negru și prezintă nuanțe mai deschise către margine.
- Lamelele: albe în tinerețe și în vârstă gri-albicioase sunt îndesate și destul de late, neregulat intercalate, inițial moderat înalte și groase, mai târziu aderate bombat la picior (numit: șanț de castel), uneori și dințat decurente, muchiile fiind mai întâi netede, în vârstă ferăstruite și erodate, nu rar pătate sau punctate flocos negru.
- Piciorul: robust și ferm are o lungime de 5 la 9cm și o lățime de 1,2 până 2 (2,3) cm, este cilindric cu baza adesea ceva alungită, inițial plin, dar dezvoltând o cavitate centrală la maturitate și fără inel. Coaja albicioasă până slab gri este netedă, în partea de sus nu rar punctată negricios, și, depinde de variație, acoperită de asemeni de solzi mărunți, netezi sau catifelați de culoare brun-cenușie până deschis maronie.
- Carnea: este destul de groasă și de colorit albicios, gri-albicioasă sau palid gălbui, în picior uneori flamat fibros. Are un miros slab făinos-aromatic, amintind, conform Marcel Bon, de piper sau busuioc, gustul fiind slab făinos sau de castraveți, dar niciodată amar și iute.[3][4]
- Caracteristici microscopice: are spori netezi până slab aspri, elipsoidali, apiculați, preponderent cu o picătură mare uleioasă în centru, neamilozi (nu se decolorează cu reactivi de iod) și hialini (translucizi) cu o mărime de 5-8 x 4-5,5 microni. Pulberea lor este albicioasă. Basidiile clavate și fără fibule cu 2-4 sterigme fiecare măsoară 35-40 x 6-8 microni. Cistidele celule de obicei izbitoare și sterile care pot apărea între basidii și himen, stratul fructifer) sunt mai scurte, cu vârfuri rotunjite și pediculate.[16]

Muchiile pot fi eterogene sau sterile. Cheilocistidele (elemente sterile situate pe muchia lamelor) de 22-48 × 3-7 microni sunt cilindrice până neregulat clavate, fiind adesea pigmentate brun-negricios. Cuticula constă din hife cilindrice sau slab bontite fără fibule care sunt incrustate brun-negricios, fiind aranjate orizontal, de asemenea, parțial în smocuri verticale. Sub-cuticula nu este clar diferențiată de trama. Caulocistidele (cistide situate la suprafața piciorului) cu o lățime de 4-10µm sunt alcătuite din hife cilindrice și paralele care prezintă și ele smocuri verticale.
Tricholoma squarrulosum prezintă spori de mărime diferită cu 7-9 × 4-5 microni și basidii clavate mai mici de 25-30 x 6-7 microni.
- Reacții chimice: nu sunt cunoscute.[19]

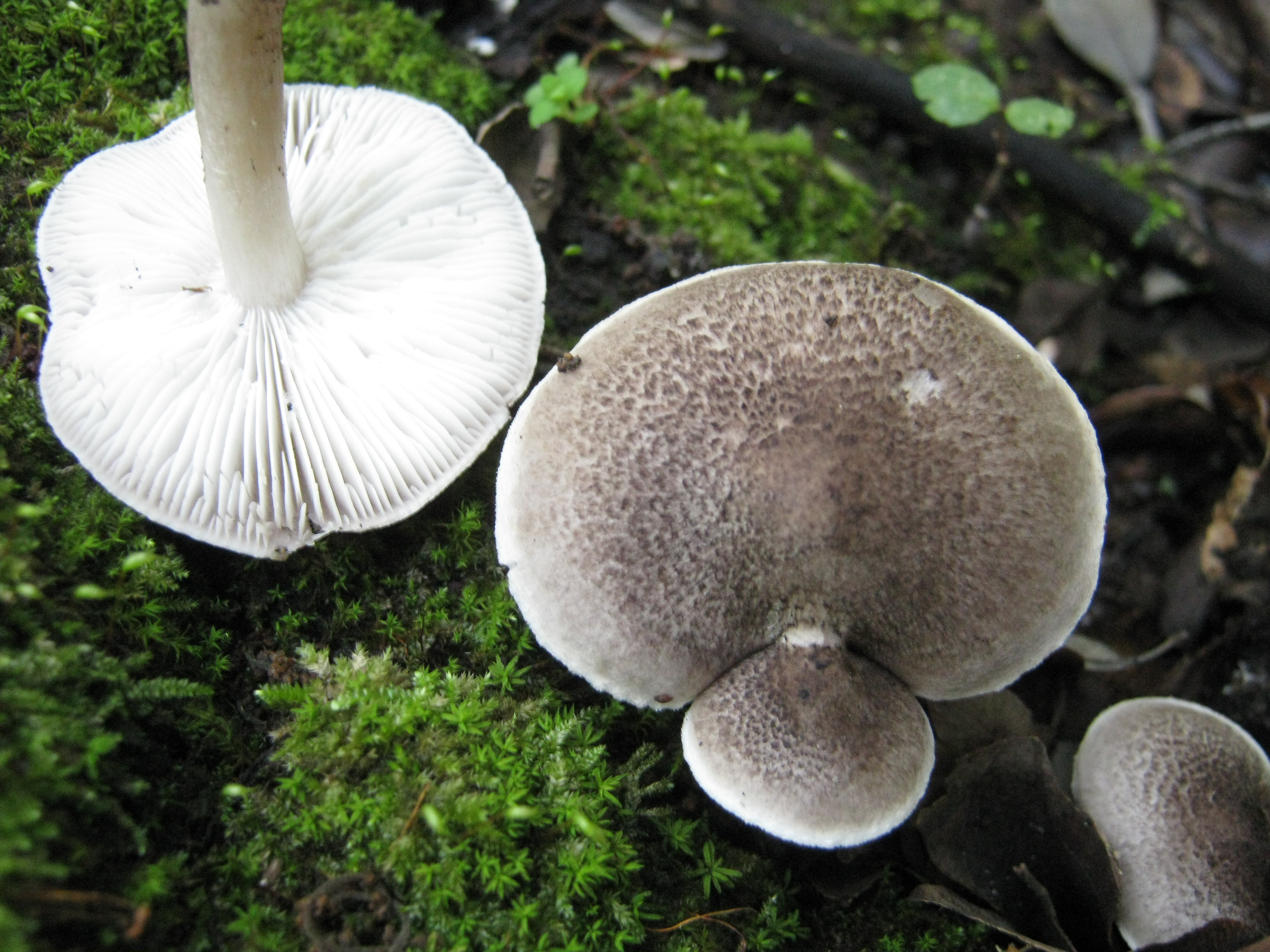
T. atrosquamosum mai tinere, pălărie, lamele și picior
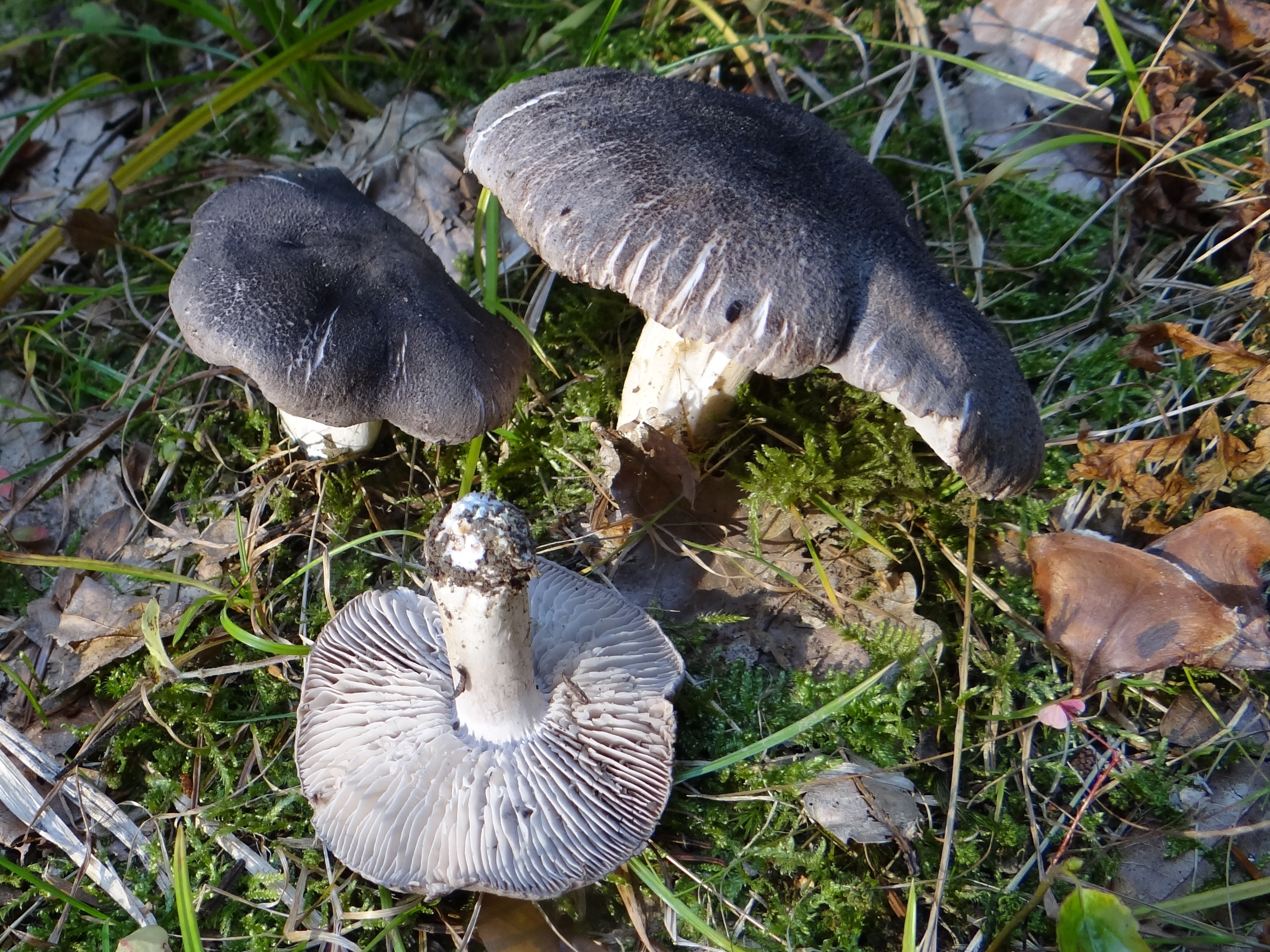
T. atrosquamosum mature, pălărie, lamele și picior
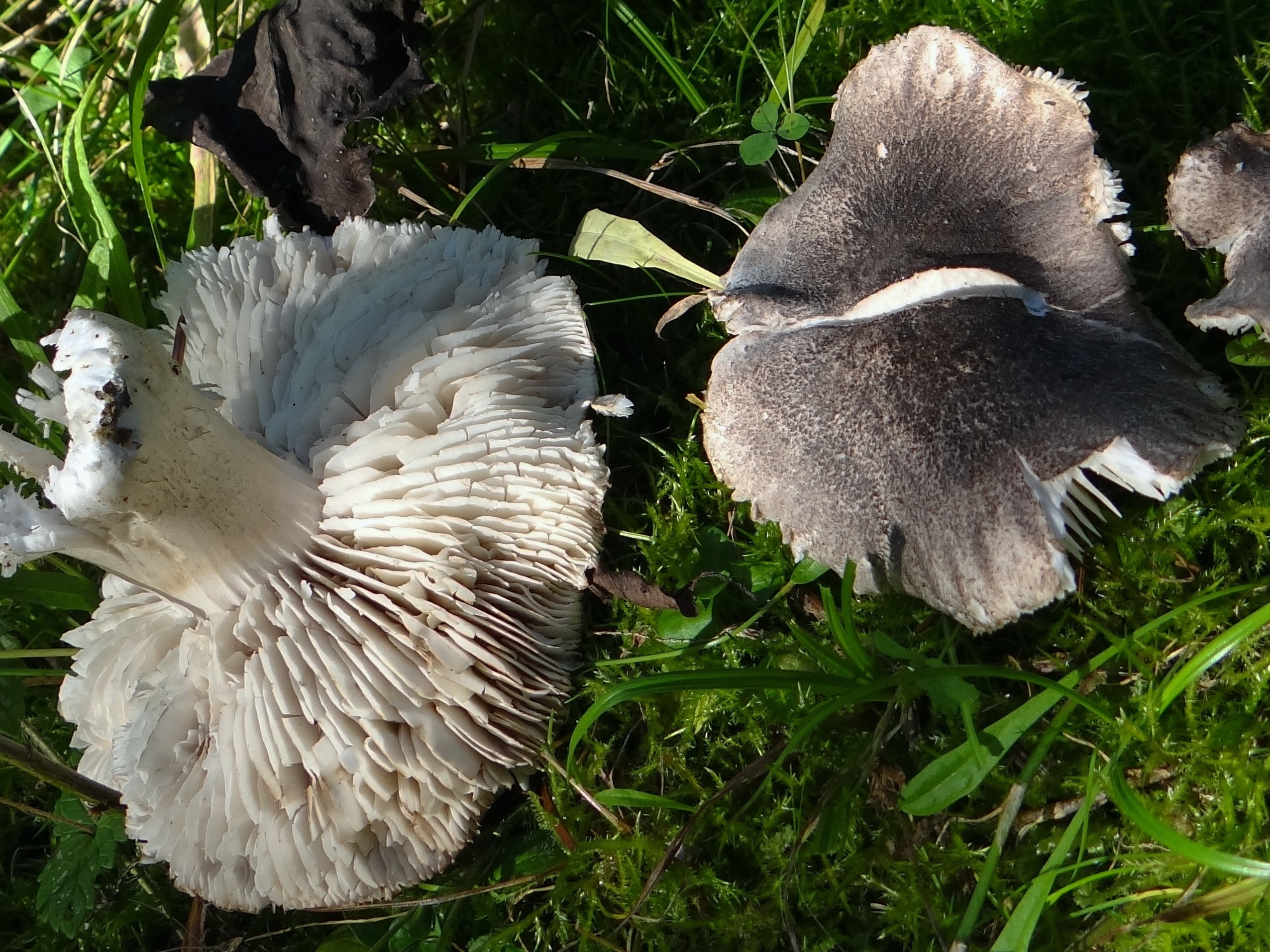
T. atrosquamosum bătrâne, pălărie, lamele și picior
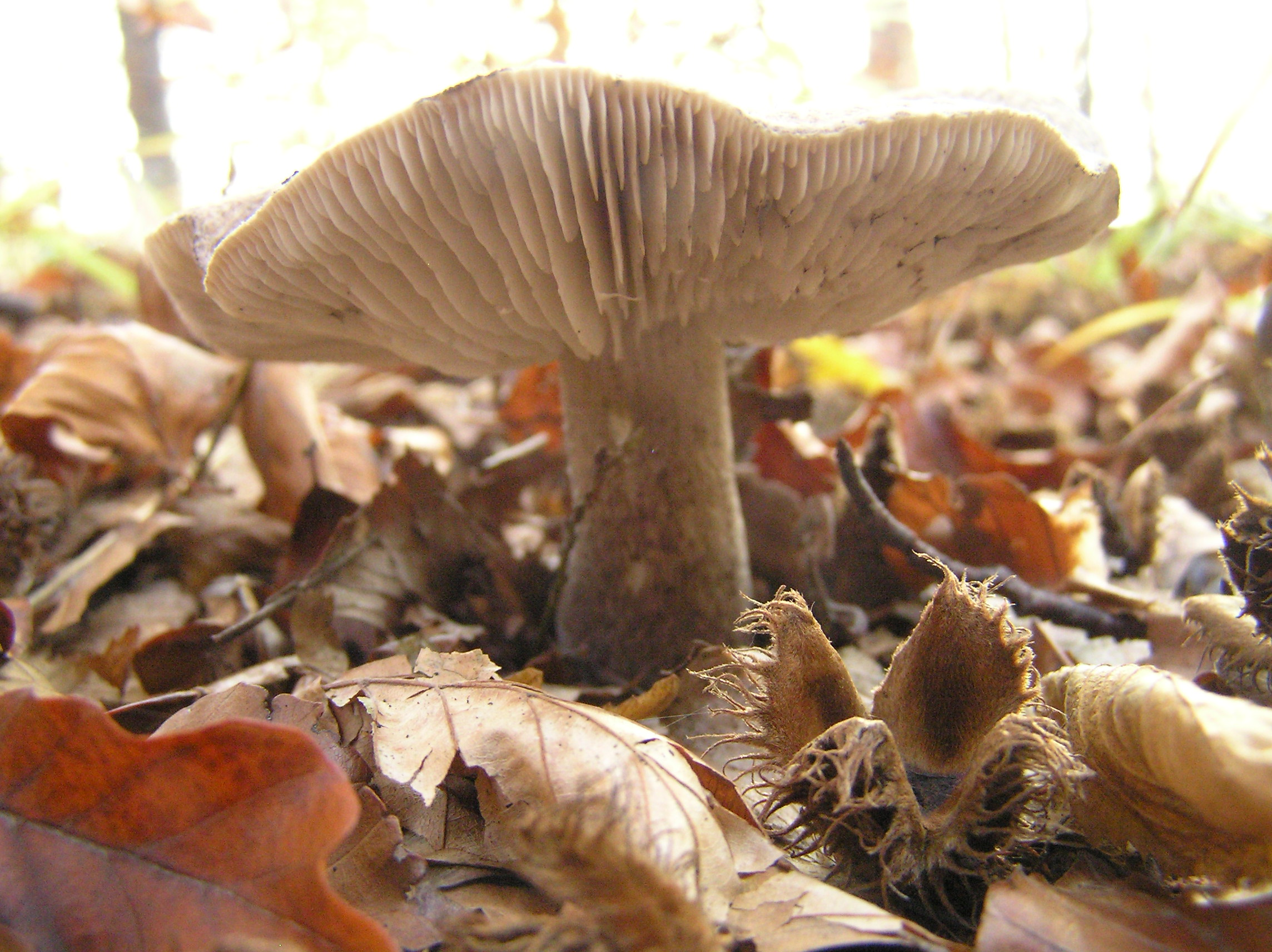
T. atrosquamosum matur, aspect lateral
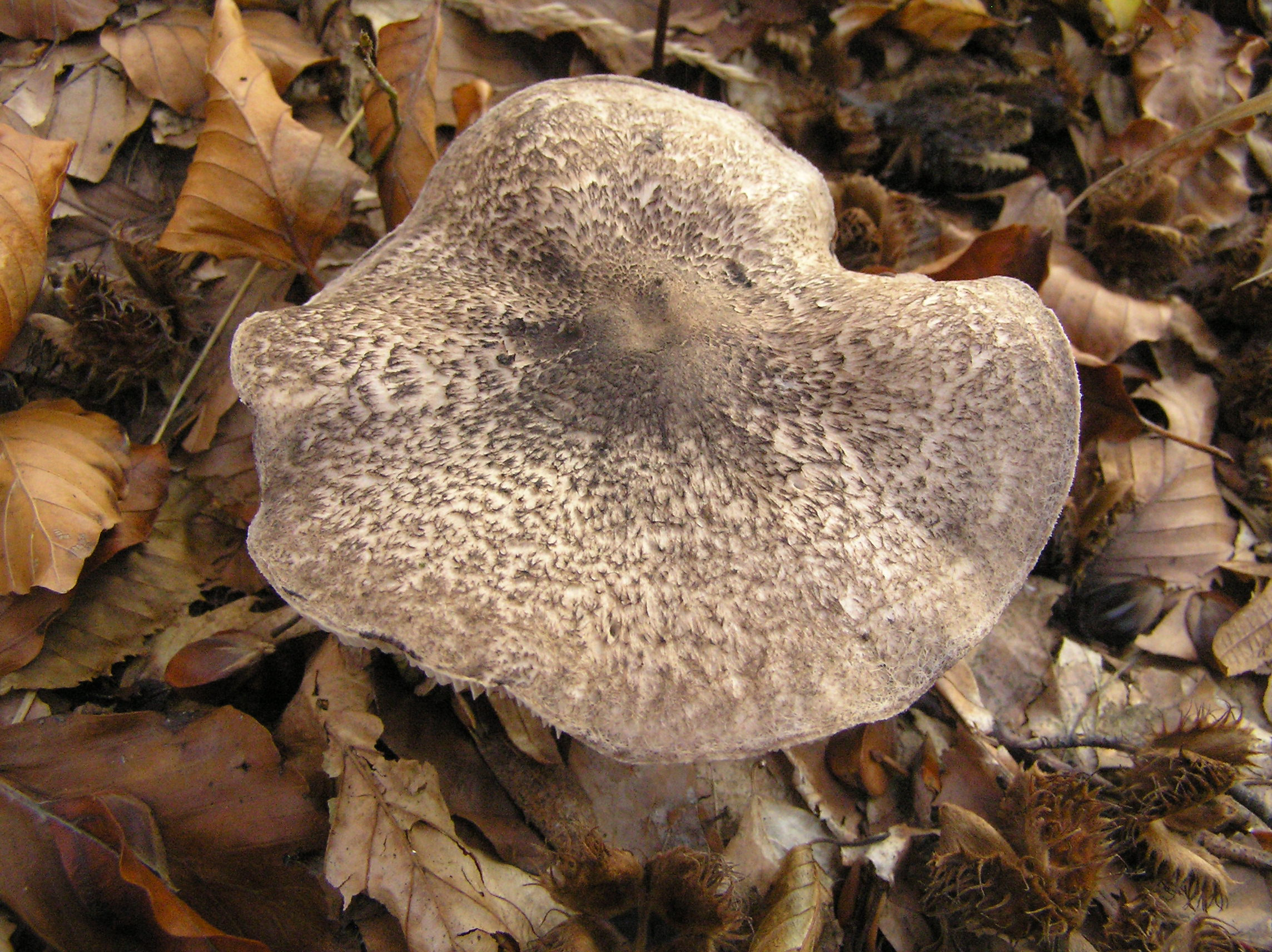
T. atrosquamosum matur, mai maroniu
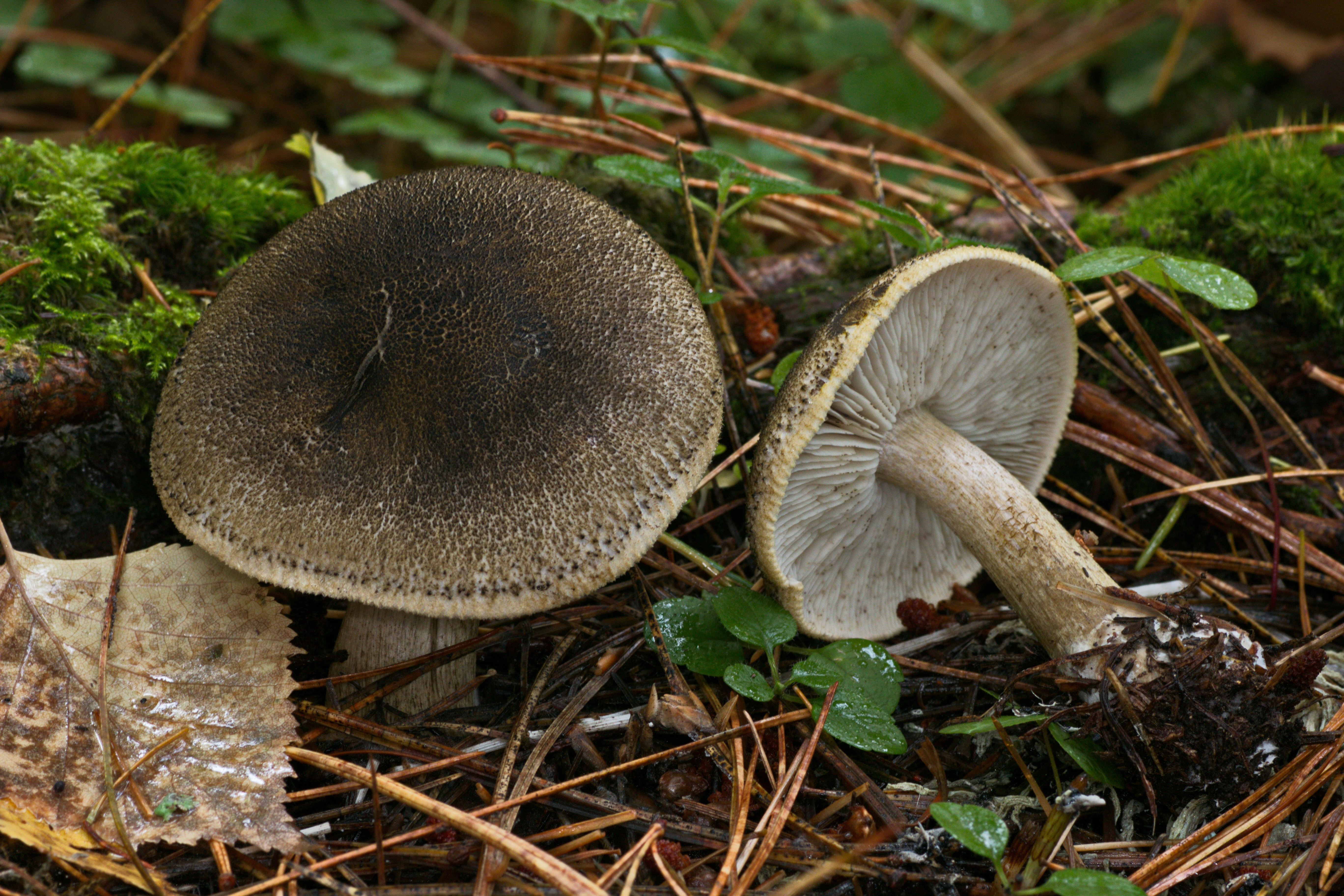
T. atrosquamosum maronii mai scuamuloase

## Confuzii
Acest burete poate fi confundat ușor cu soiuri comestibile, necomestibile și toxice, ca de exemplu Entoloma sinuatum (otrăvitor, posibil letal), Inocybe asterospora (letal, crește pe sol calcaros în păduri de foioase, la marginea lor, pe lângă poteci și drumuri, miros dezgustător spermatic, gust blând, dar neplăcut), Tricholoma argyraceum (comestibil), Tricholoma imbricatum (comestibil, dar de calitate inferioară, trăiește în păduri de conifere preferat sub pini, suprafață maronie, solzos-fibroasă, cu miros imperceptibil, și gust blând până amar), Tricholoma cingulatum (comestibil), Tricholoma gausapatum (comestibil),  Tricholoma orirubens (comestibil), Tricholoma pardinum sin. Tricholoma tigrinum (otrăvitor), Tricholoma portentosum (comestibil, savuros), se dezvoltă preponderent sub molizi și pini, respectiv sub plopi tremurători și mesteceni, miros de pepeni, castraveți, ușor de faină și gust blând, ceva făinos, după mestecare ca de pepene sau de stridie), Tricholoma saponaceum (necomestibil), Tricholoma scalpturatum (comestibil), Tricholoma sciodes (necomestibil până toxic, apare numai în păduri de fag pe sol bazic, miros pământos, gust amar și iute, trăiește numai în păduri de foioase preferat sub fagi), Tricholoma sejunctum (necomestibil, trăiește numai în simbioză cu arbori foioși, nu se dezvoltă pe sol nisipos, ci pe cel calcaros și argilos, miros fructuos de castraveți, nu făinos, gust amar), Tricholoma terreum (comestibil, savuros), Tricholoma virgatum (otrăvitor) sau Tricholoma vaccinum (necomestibil, ingerat în cantități mai mari toxic, se dezvoltă  în același habitat ca specia descrisă, miros făinos-pământos, gust făinos, amărui și slab iute).

## Specii asemănătoare în imagini

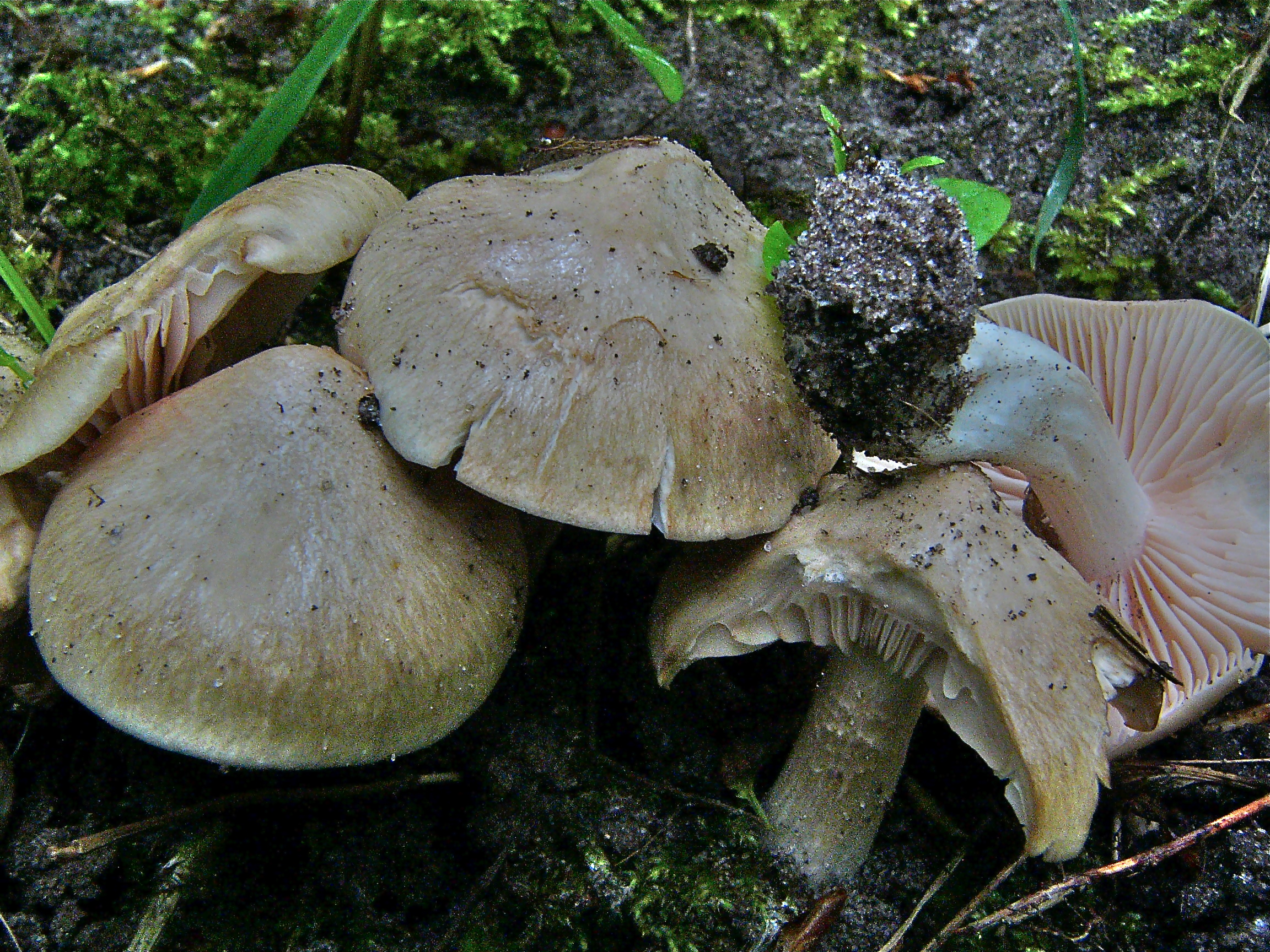
!!!Entoloma sinuatum!!!
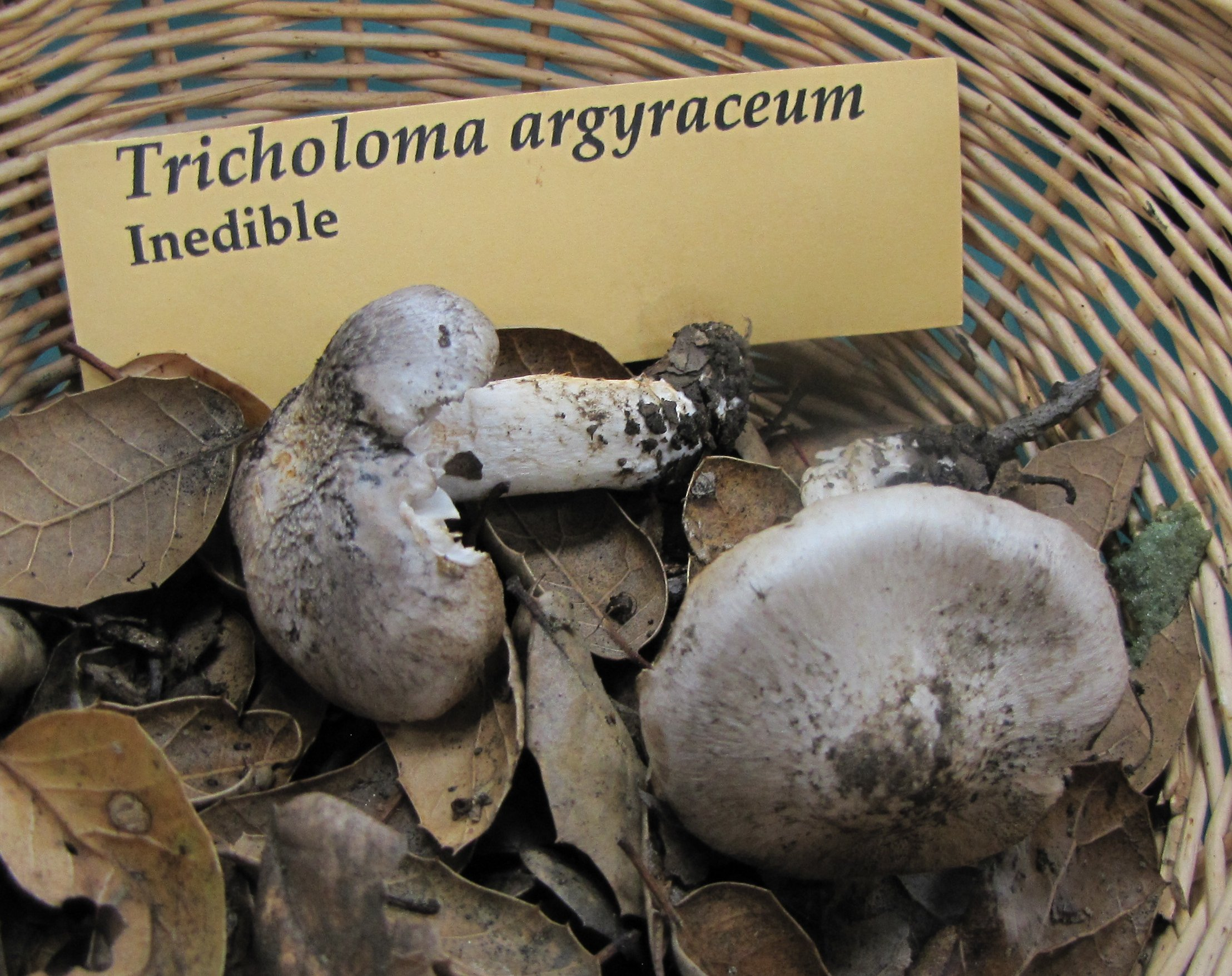
Tricholoma argyraceum
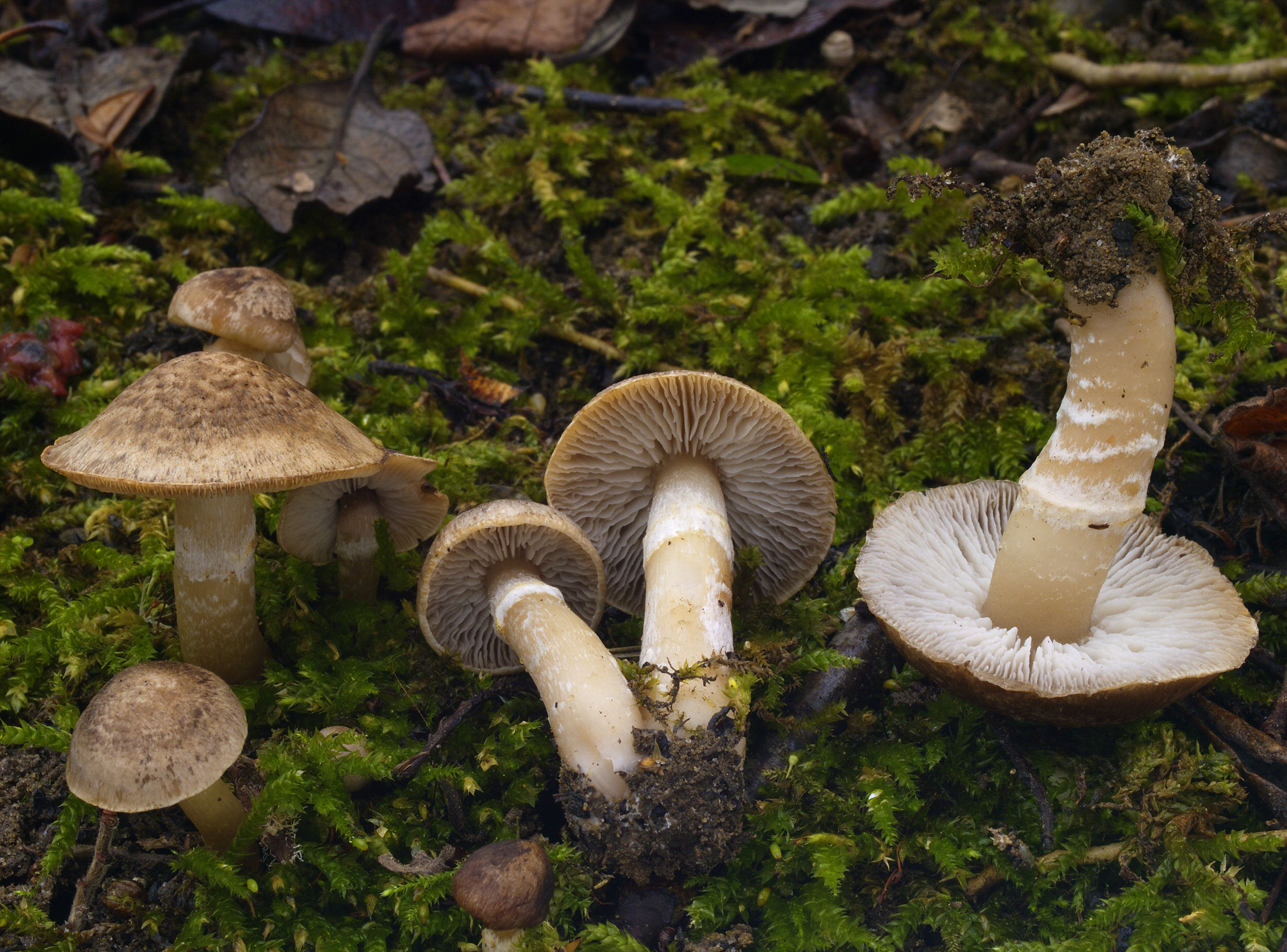
Tricholoma cingulatum
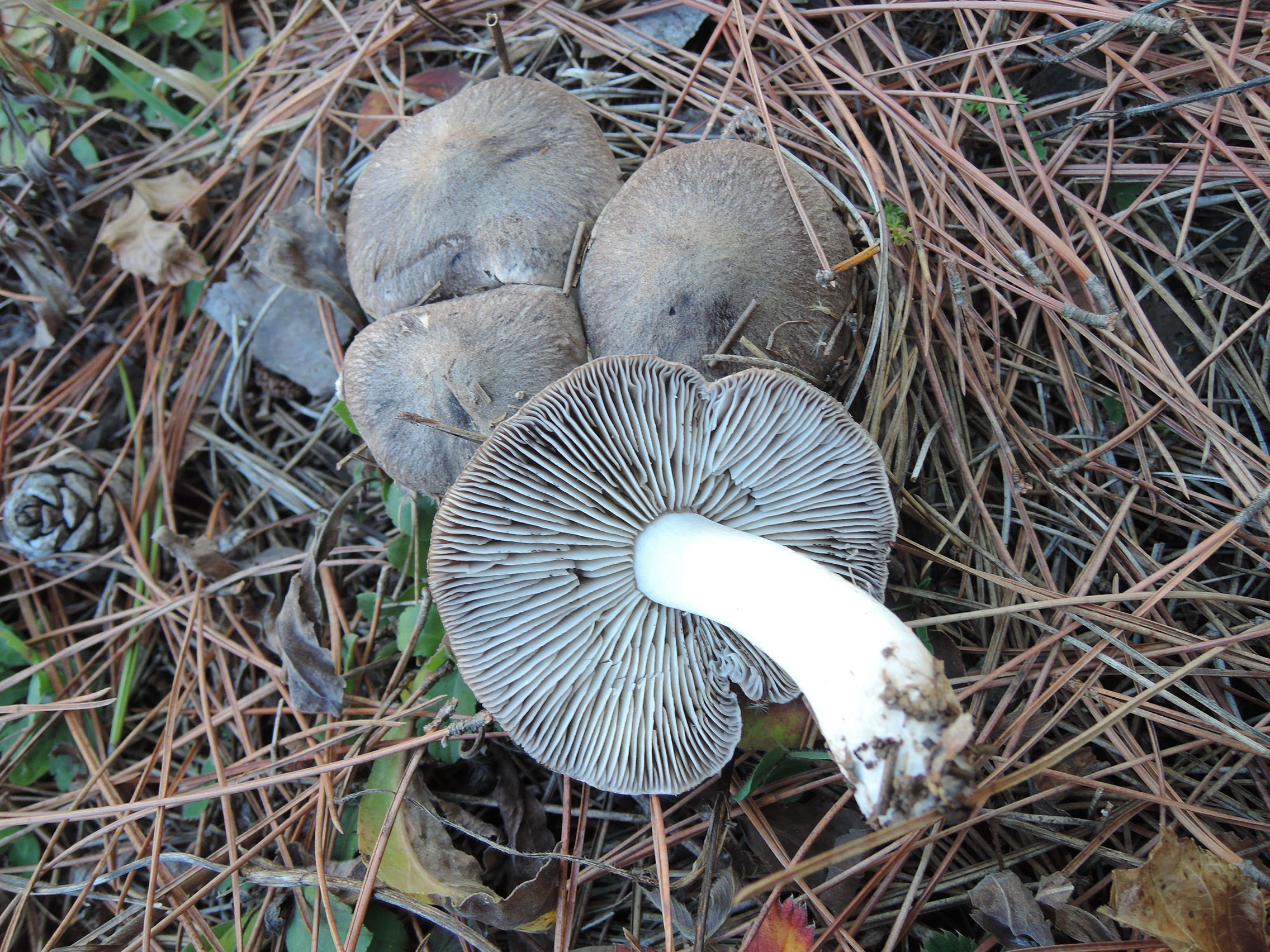
Tricholoma gausapatum
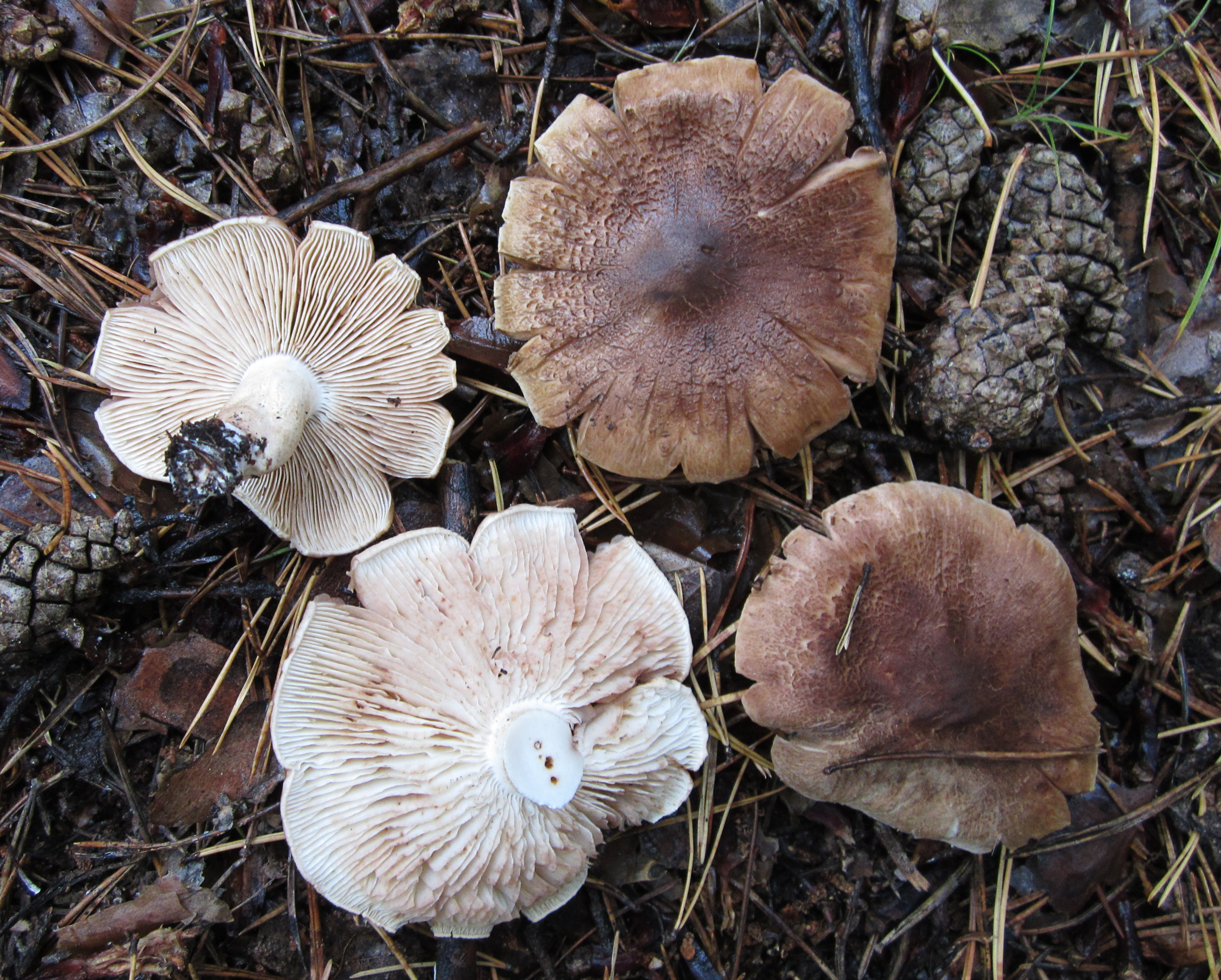
Tricholoma imbricatum
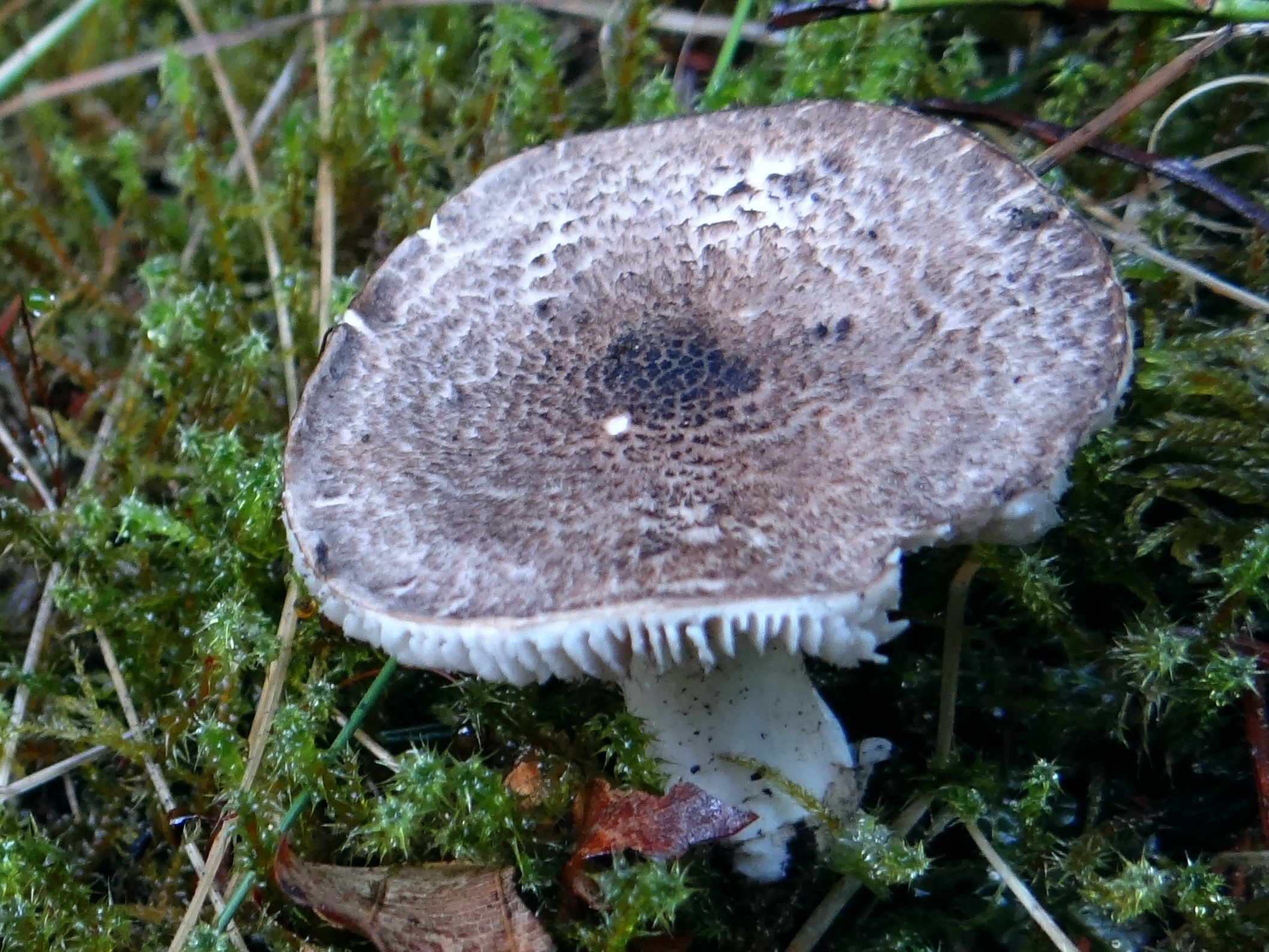
!! Tricholoma pardinum/tigrinum!!
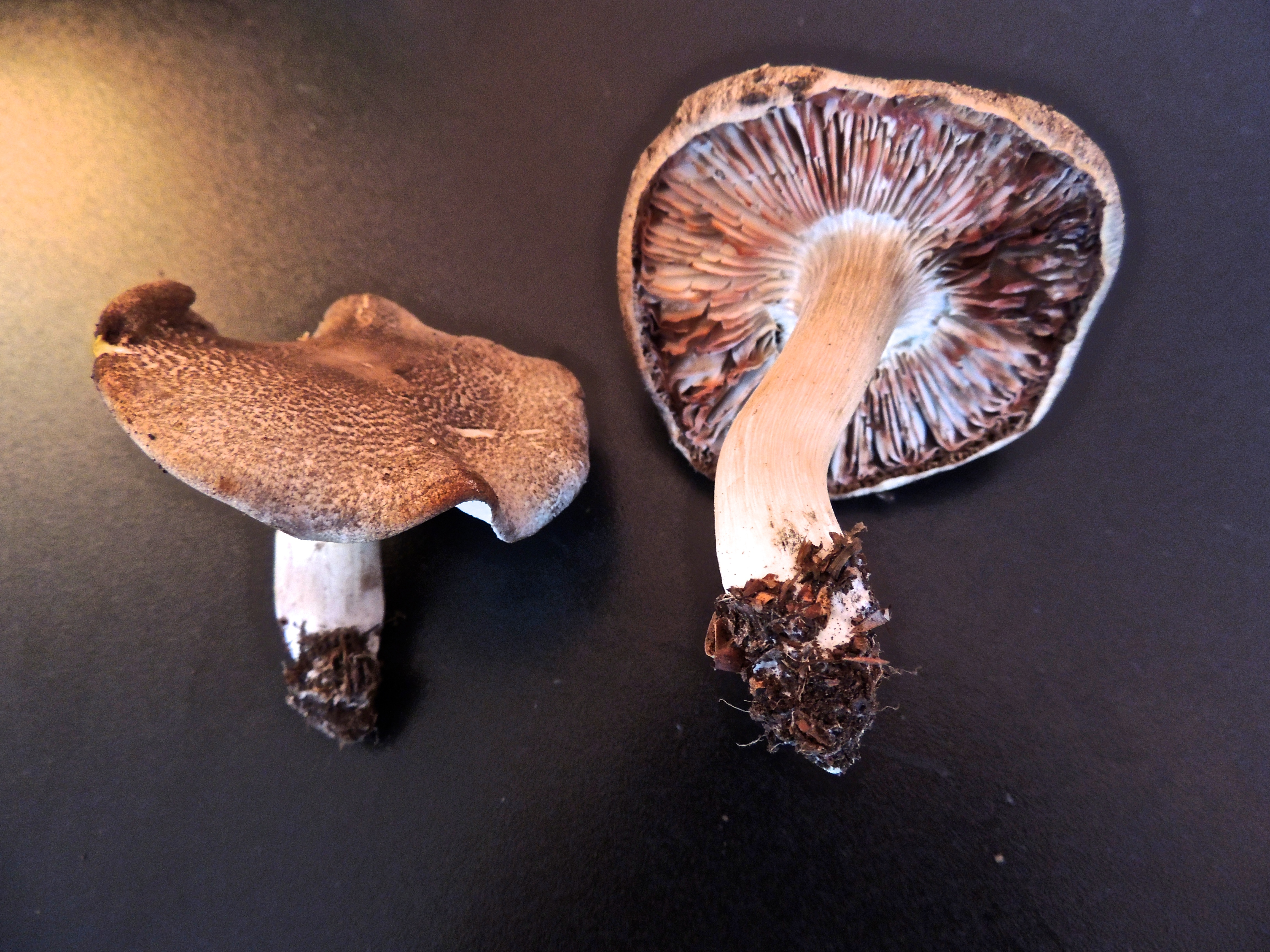
Tricholoma orirubens
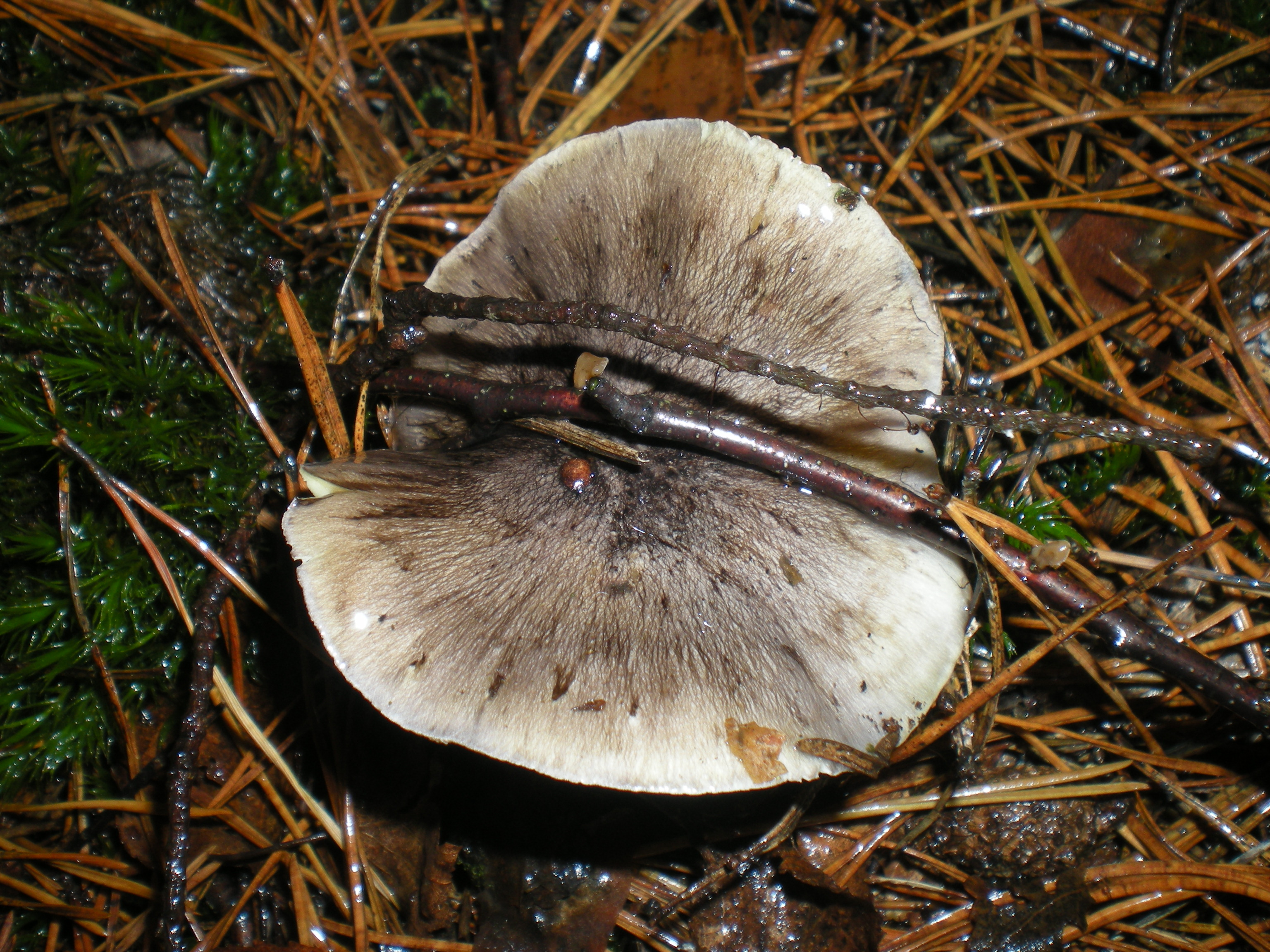
Tricholoma portentosum

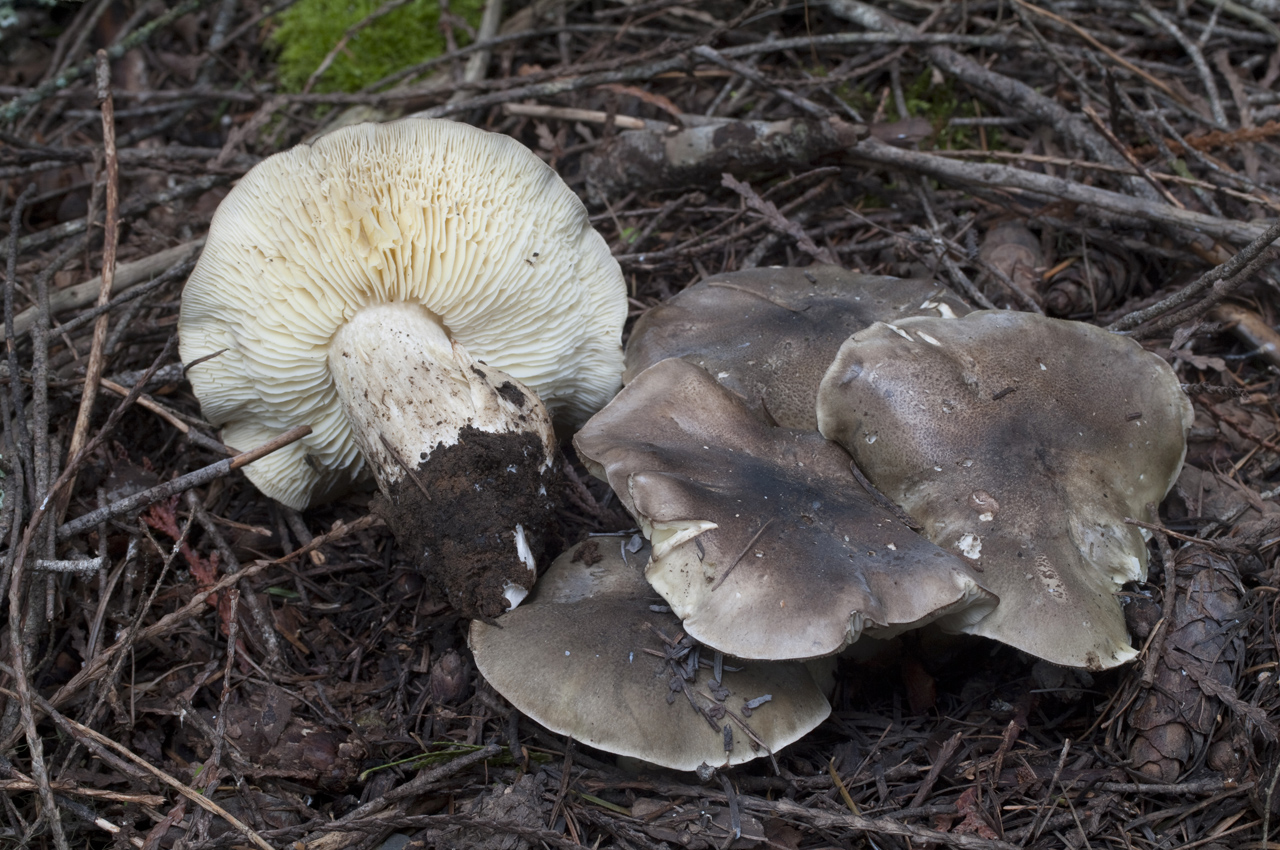
!Tricholoma saponaceum!
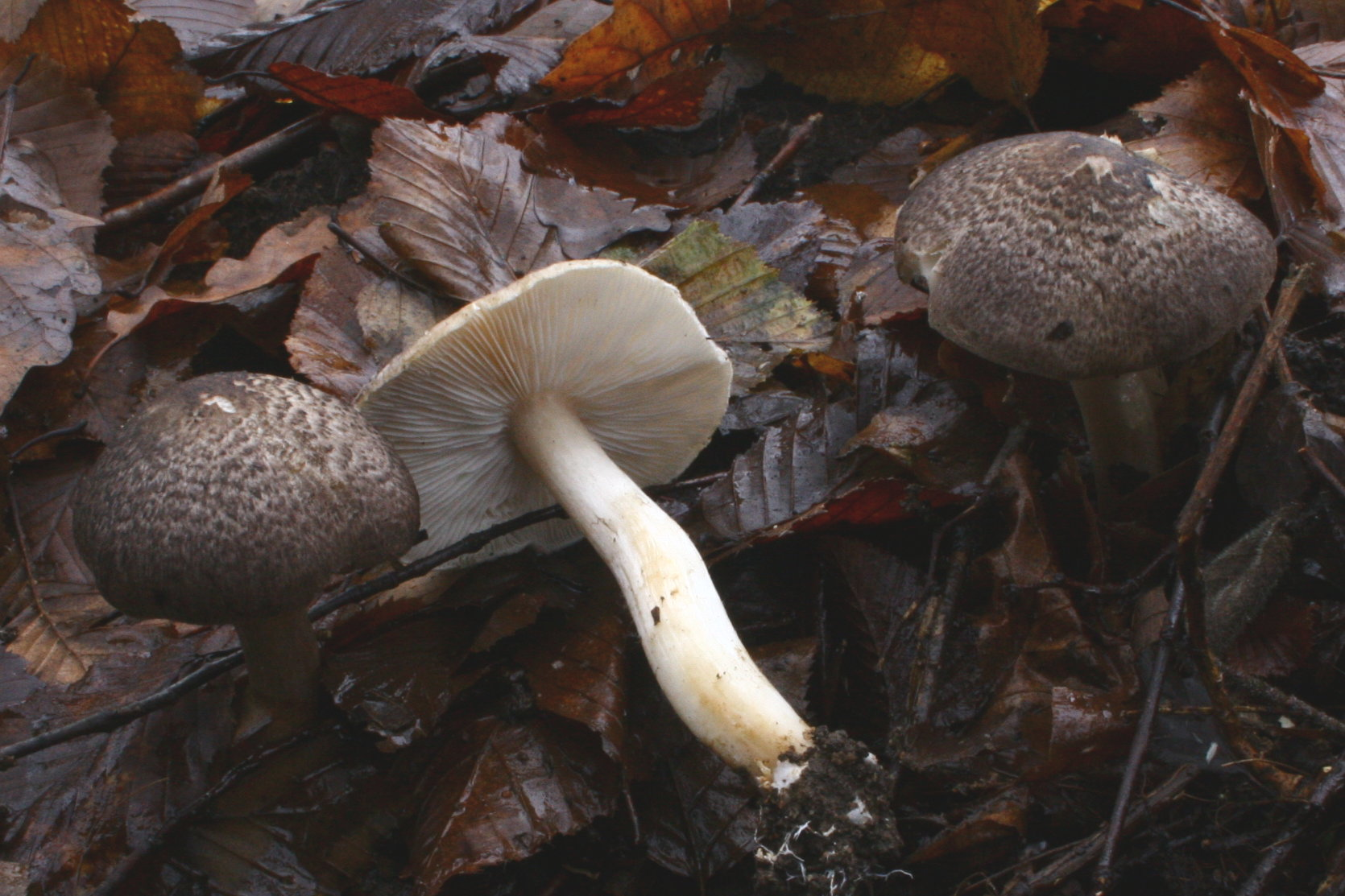
Tricholoma scalpturatum
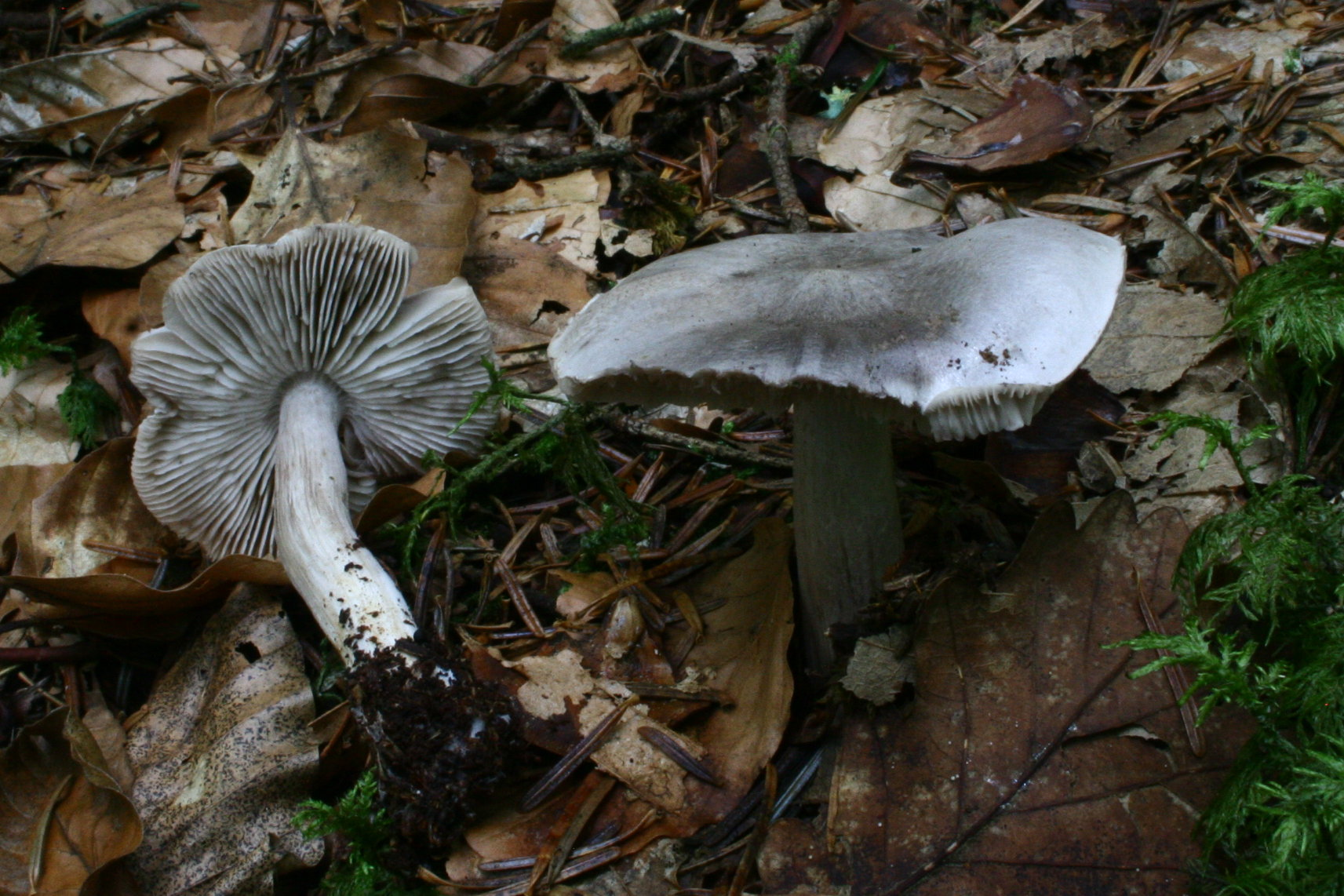
!Tricholoma sciodes!
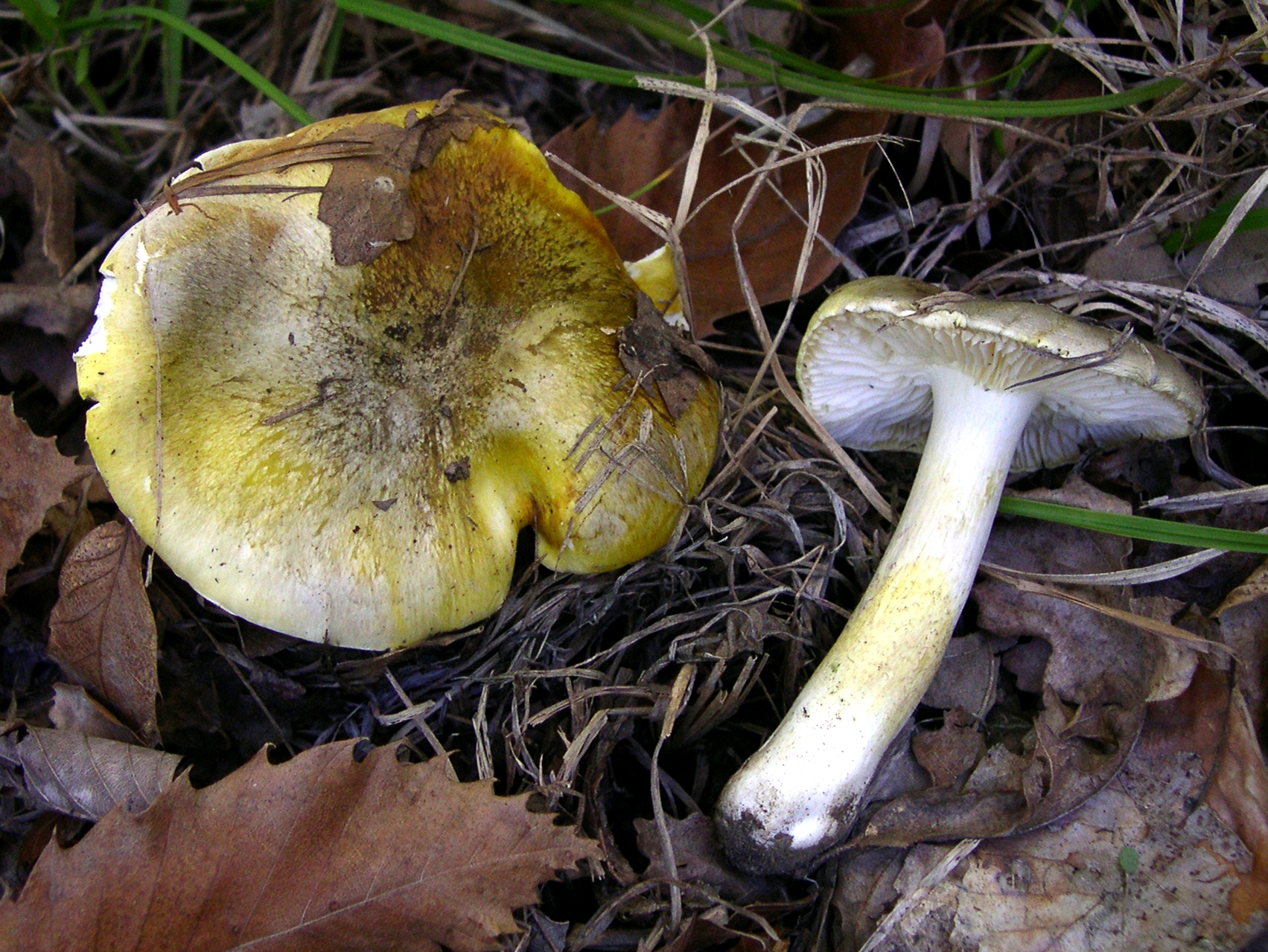
!Tricholoma sejunctum!
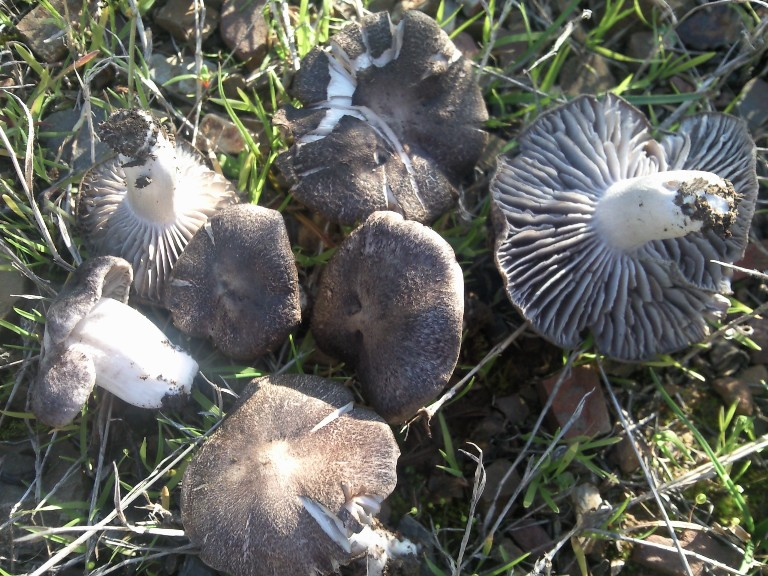
Tricholoma terreum
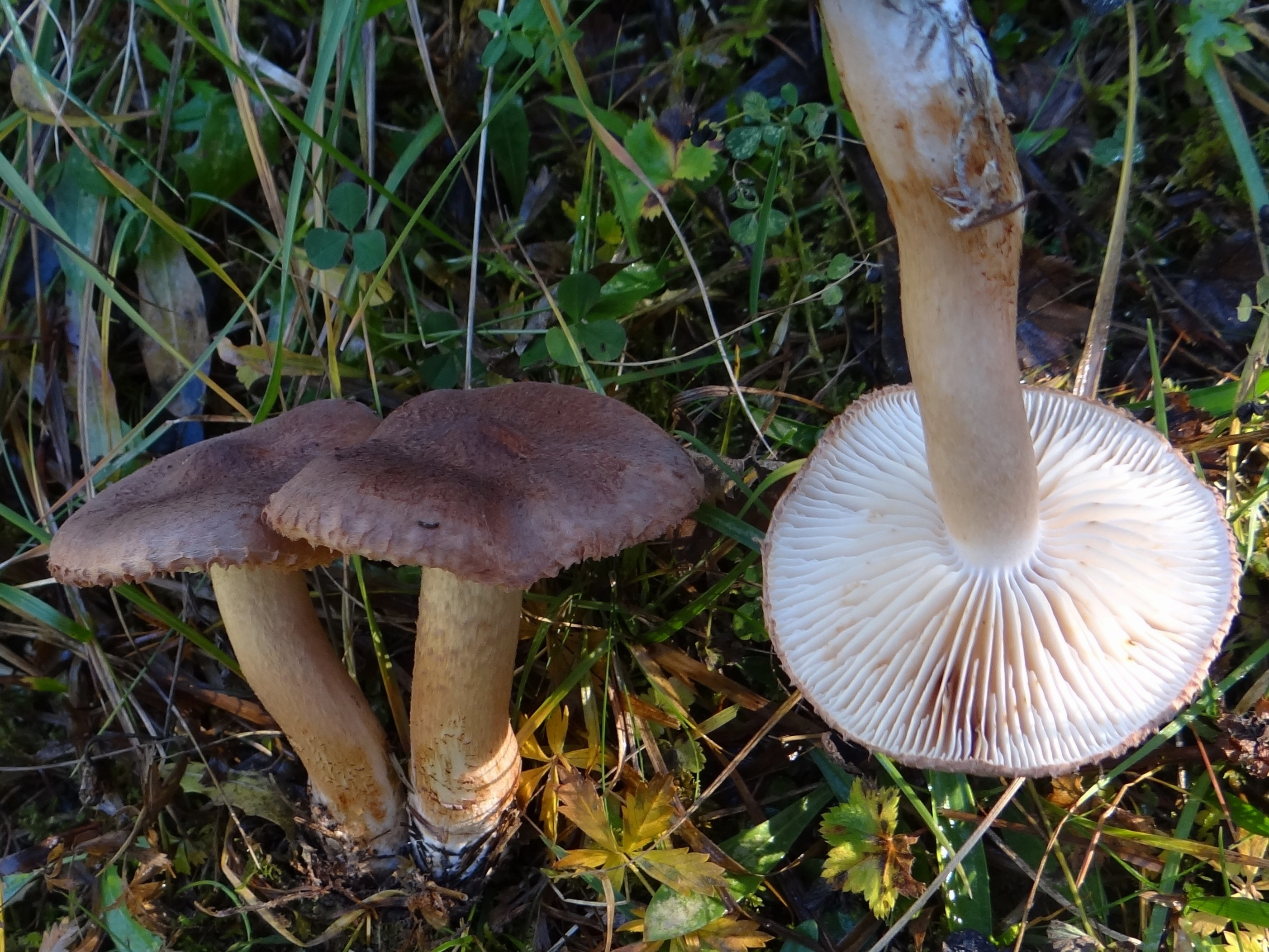
!Tricholoma vaccinum!
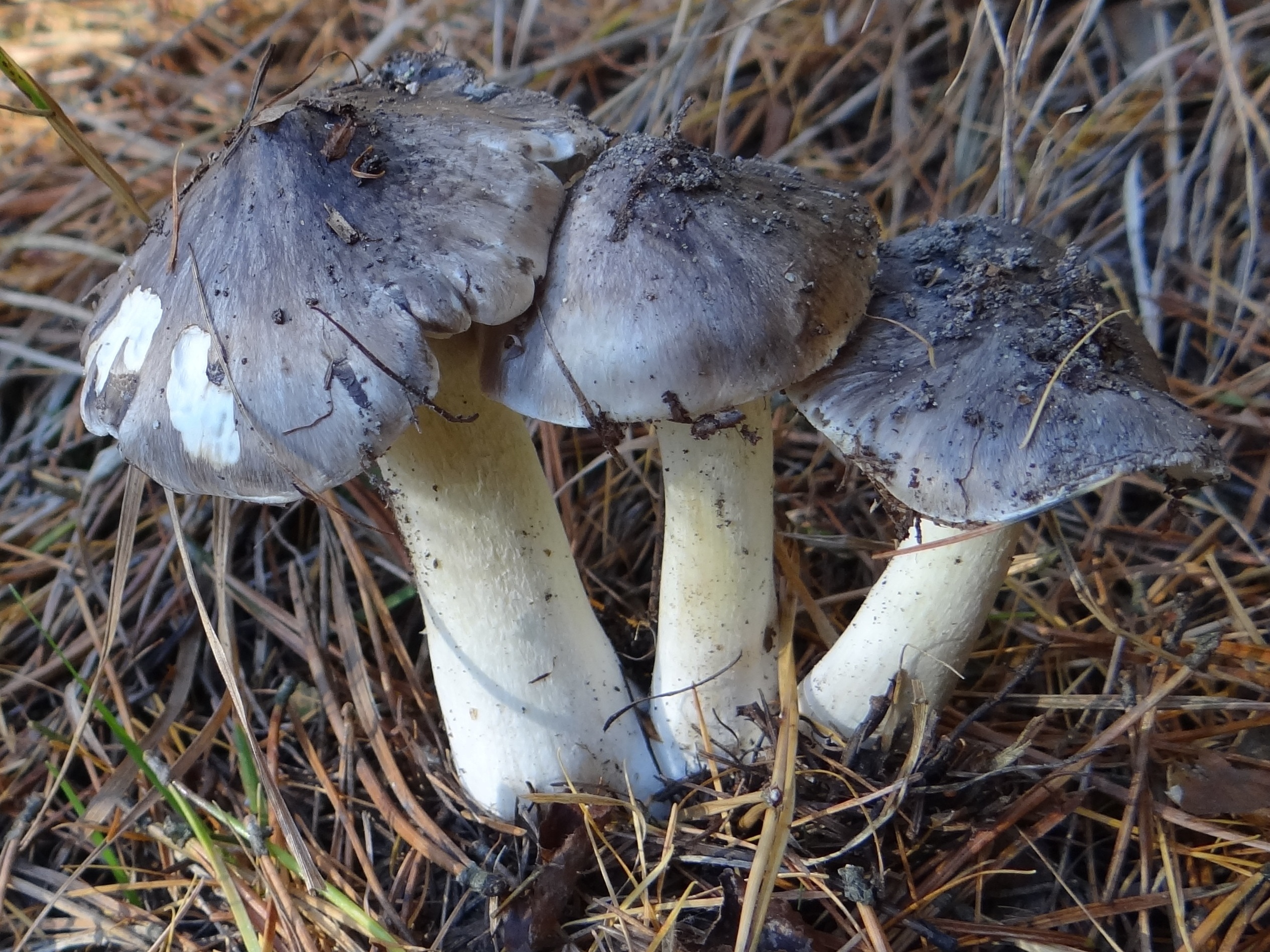
!!Tricholoma virgatum!!

## Valorificare
Specia, considerată comestibilă și destul de savuroasă, poate fi adăugată la diverse mâncăruri cu ciuperci sau folosită în bucătărie la fel ca ciupercii șoarecelui.
| Nu mâncați niciodată bureți de genul Tricholoma iuți și/sau amari pentru că provoacă mereu tulburări gastrointestinale, parțial foarte severe. |